# 箍
箍（たが）は、桶や樽など結物の部材を固定するための輪をいう。

## 概要
ヨーロッパで用いられている伝統的な洋樽では、箍にセイヨウハシバミ（ヘーゼルナッツ）の枝が用いられている。
北部パキスタンのシムシャール村の博物館に収蔵されているバター製造用桶の箍には、乾燥していないセイヨウネズの枝が用いられ、加工時に乾燥して縮むことで引き締まる。
日本の伝統的な桶や樽の箍には、竹たが、銅たが、真鍮たがなどがある。江戸時代には、箍屋（たがや）という桶の箍を修理する専門の職人がいた。

## 画像

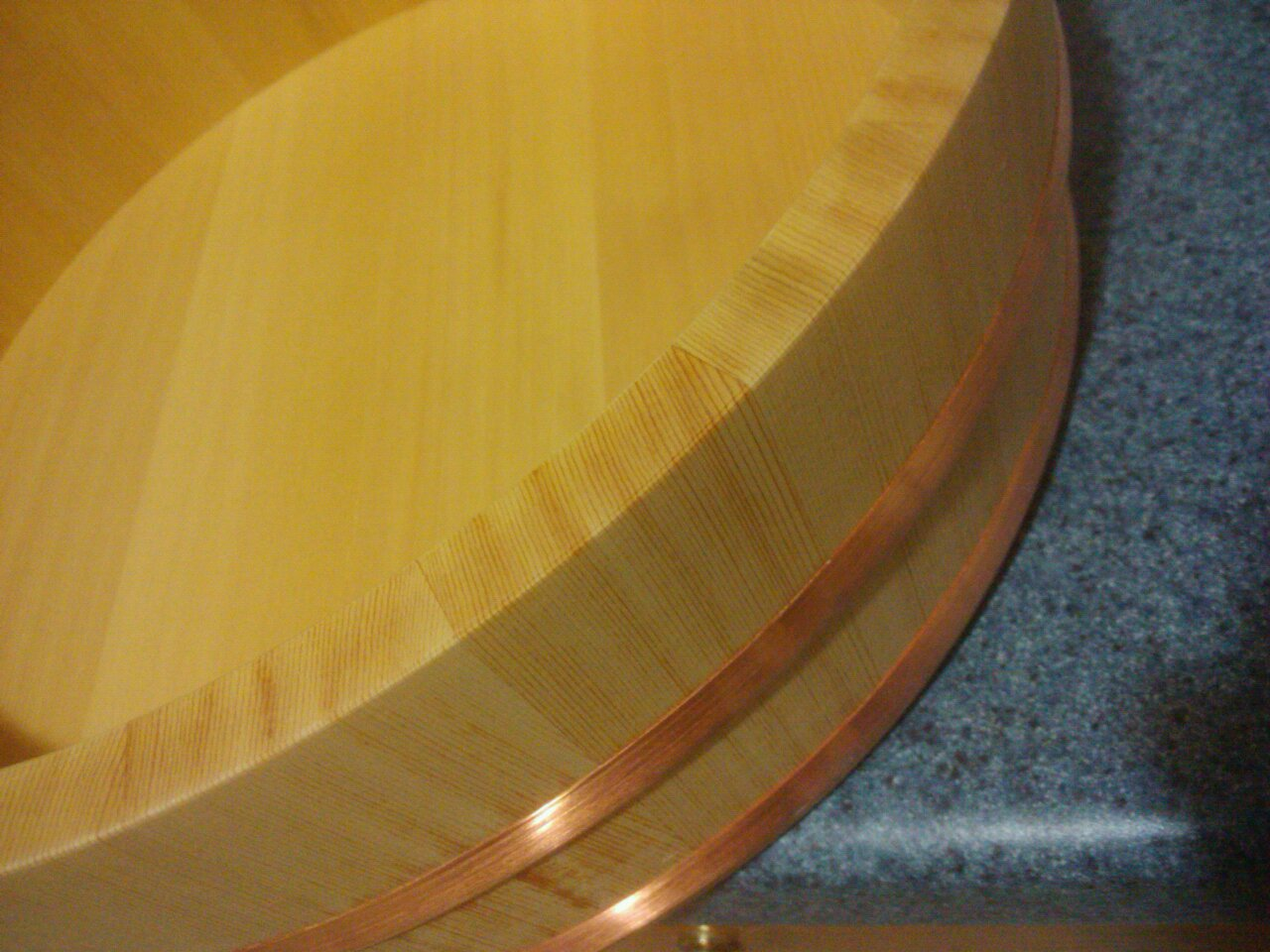
寿司桶の箍
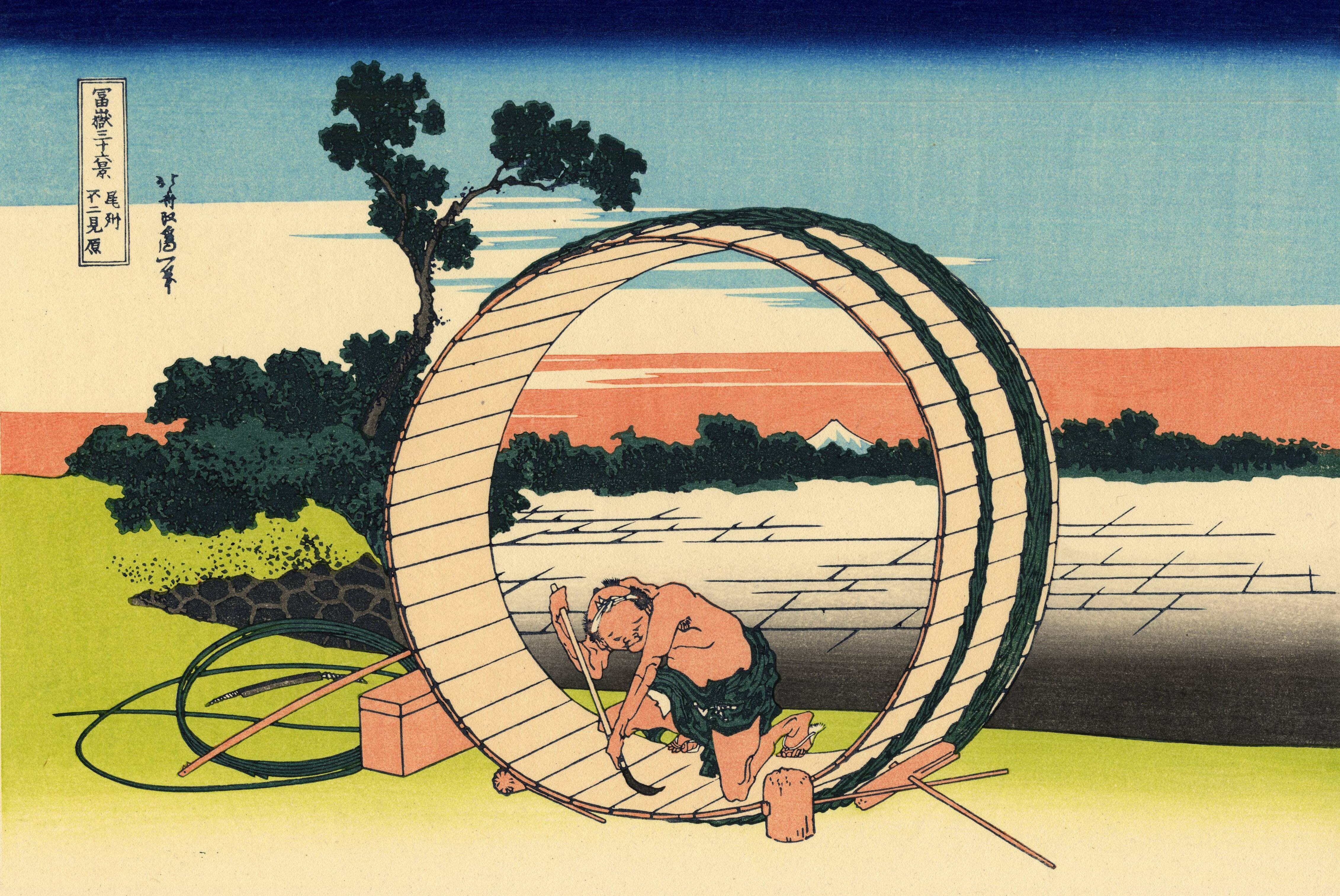
葛飾北斎「富嶽三十六景」尾州不二見原、画面中央の大樽の中で板を削る職人の左側に箍が描かれている。
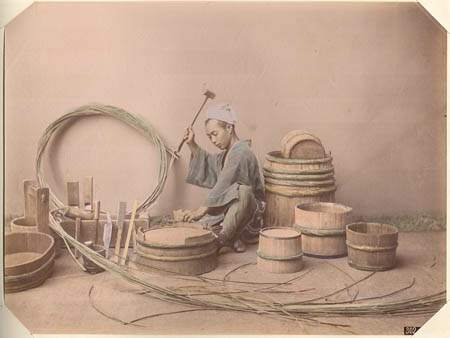

## 慣用句
- 箍が緩む
- 箍を外す